# Caves Pagès Entrena
Caves Pagès Entrena és un edifici del municipi de Piera (Anoia) inclòs en l'Inventari del Patrimoni Arquitectònic de Catalunya.

## Descripció
És un conjunt format per dues naus disposades en forma de L, de planta rectangular i coberta de teulada a dues vessants. El gran nombre d'obertures denota el seu origen fabril. Recentment una part de la nau més gran s'ha reformat aixecant la façana amb un frontó circular que amaga la teulada emfatitzant les llindes de les obertures i arrebossant-la.
Anteriorment havia estat una fàbrica de tractament de teixits, però sembla que en els seus orígens fou una fàbrica de paper. I abans fou molí fariner.